# Eugenio Viti

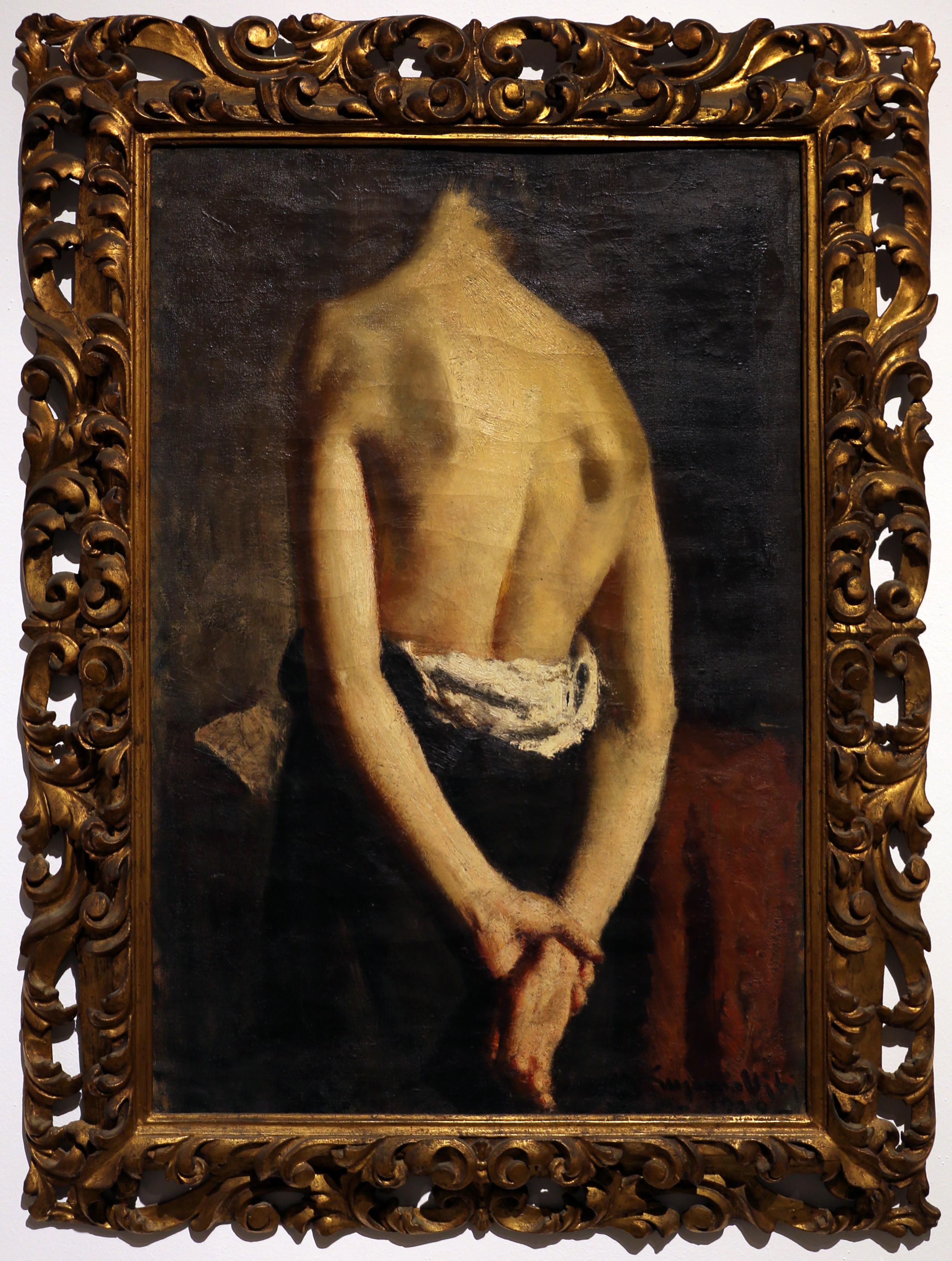
La schiena (1929), Napoli, Museo Napoli Novecento

Eugenio Viti (Napoli, 1881 – Napoli, 1952) è stato un pittore e scenografo italiano.

## Biografia
Eugenio Viti dal 1894 segue corsi all'Accademia di belle arti di Napoli, diventandone docente, a partire dal 1919 allievo di Michele Cammarano e di Vincenzo Volpe.
Si trasferì poi a Roma partecipò al movimento futurista.
Fu incaricato di insegnamento all'Istituto d'Arte di Napoli, dove ebbe la cattedra di pittura.
Ha vinto il Premio Einaudi per la pittura nel 1950.
Si è dedicato alla pittura, esplorando diversi stili ed esponendo sia in Italia, sia all'estero.
Per il cinema, ha realizzato nel 1940 le scenografie di due film: La danza dei milioni, di Camillo Mastrocinque e La donna perduta, di Domenico Gambino. Qualche anno più tardi, nel 1944, ha fondato, assieme ad altri artisti, la Libera Associazione degli Artisti Napoletani.
Alla Galleria dell'Accademia di belle arti di Napoli si conserva l'olio su cartone La danzatrice, 46x62 cm.